# 江文峠

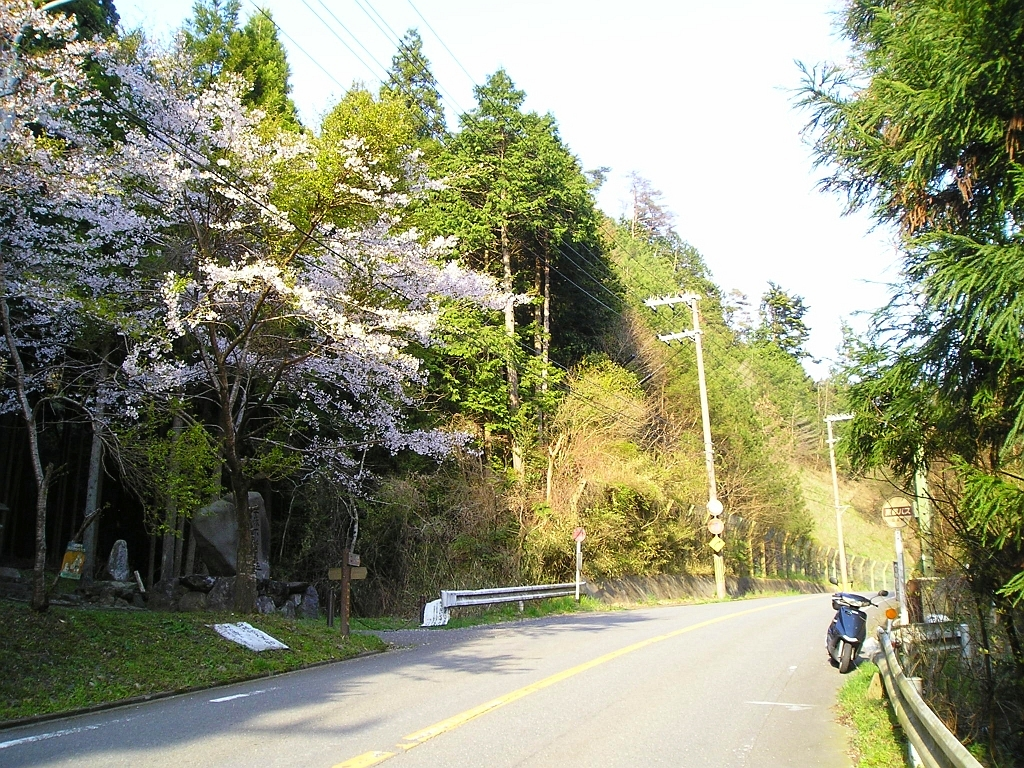
江文峠

江文峠（えぶみとうげ）は、京都府京都市左京区にある峠。標高324m。静原峠ともいう。

## 概要
京都府道40号上に位置し、京都府京都市左京区静市静原町と大原野村町・大原井出町を隔てる峠。峠の傍らには金比羅大権現の石碑が建っており、歴史の古さを示す。吉田経房の日記『吉記』にも記されている。

## 道路状況
自動車での通行が可能。全線に渡って2車線の舗装された道路が続く。勾配は峠が近づくにつれて急になってくるが、短区間のみ。峠には北の金比羅山へ続く登山道の入口がある。

## 旧道
東海自然歩道
江文峠は、鞍馬から薬王坂・静原を経由して大原・比叡山に向かう古くからの道に位置している。
現在、峠から西方向（静原方面）は未舗装の道で、車両通行止めではないものの自動車の通行は推奨されない。東方向（江文神社・大原方面）は未舗装の登山道となっている。両者共に、東海自然歩道の一部に指定されている。
大原の里10名山
また、峠から北方向に金毘羅山（標高572.5m コースタイム60分）・翠黛山（すいたいやま 標高577m）に向かう山道が、南方向に寒谷峠・瓢箪崩山（標高532.0m コースタイム90分）に向かう山道がある。

## 峠附近の施設
- 江文神社
- 琴平新宮社・江文寺跡（金毘羅山の山頂付近にある）